# Плоцк
Плоцк (пол. Płock [pwɔt͡sk]) — город на реке Висла в центральной Польше. Он расположен в Мазовецком воеводстве (с 1999 года), а ранее был столицей Плоцкого воеводства (1975—1998 годы). По официальным данным на 31 декабря 2019 года численность населения города составляла 119 425 жителей. Полное церемониальное название Плоцка, согласно преамбуле к городскому уставу, звучит как Столичный княжеский город Плоцк (пол. Stołeczne Książęce Miasto Płock). Оно используется в церемониальных документах, а также в целях сохранения старой традиции.
Ныне Плоцк является столицей повета на западе Мазовецкого воеводства. С 1079 по 1138 год он был столицей Польши. Соборный холм (пол. Wzgórze Tumskie) с Плоцким замком и католическим собором, в котором находятся саркофаги ряда польских монархов, занесён в список исторических памятников Польши. Позднее Плоцк был королевским городом Польши. В настоящее время Плоцк играет роль культурного, образовательного, научного, административного и транспортного центра западного и северного Мазовецкого региона. Плоцк служит резиденцией римско-католической епархии Плоцка, одной из старейших епархий Польши, основанной в XI веке, а также всемирной штаб-квартирой Мариавитской церкви. В Плоцке находятся также Средняя школа маршала Станислава Малаховского, старейшая школа в Польше и одна из старейших в Центральной Европе, и Плоцкий нефтеперерабатывающий завод, крупнейший нефтеперерабатывающий завод страны.

## География
Город расположен на Висле, примерно 100 км к северо-западу от Варшавы.
В Плоцке находится нефтеперерабатывающий завод. Строится установка висбрекинга.

## История

### Средние века

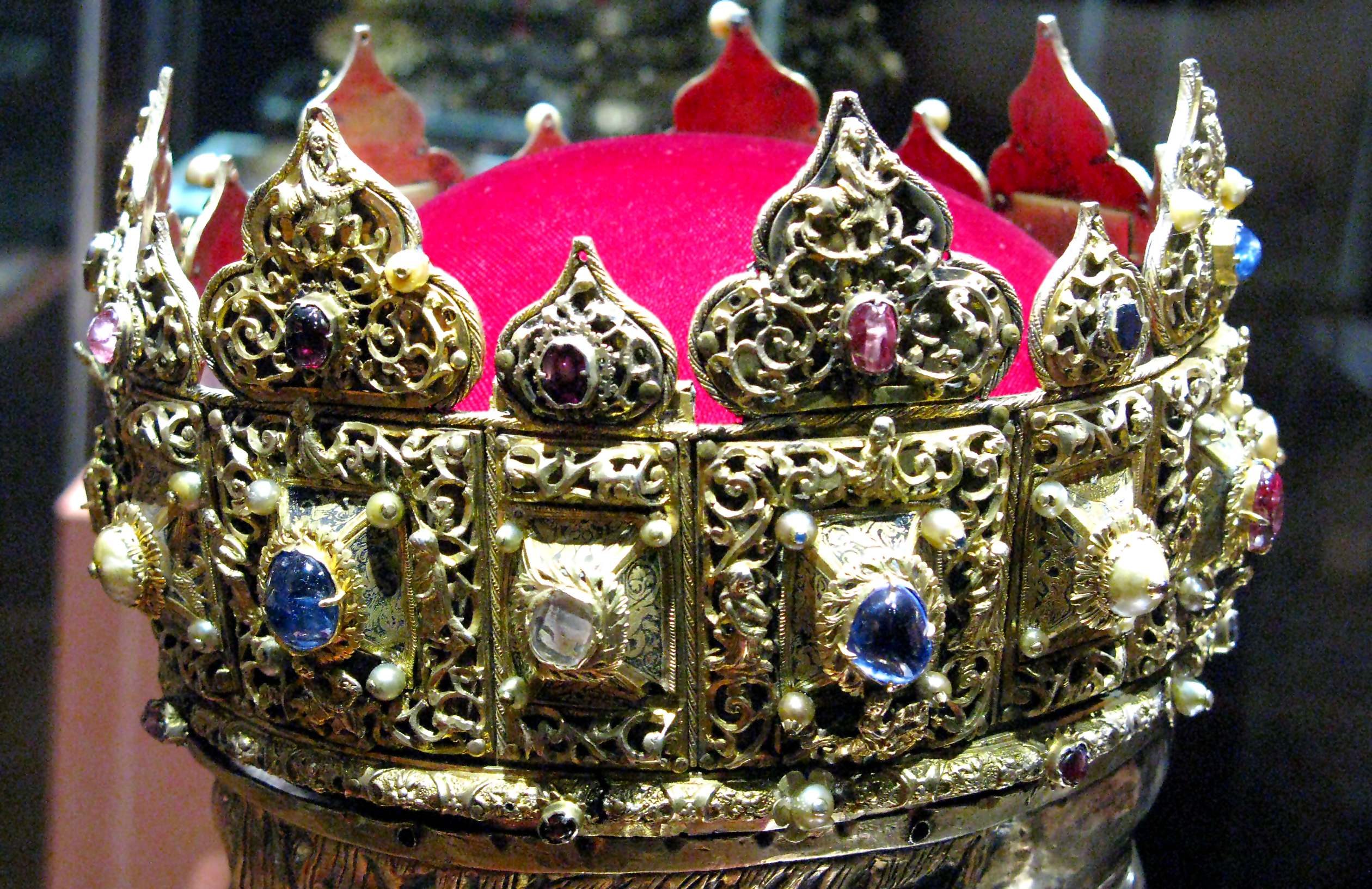
Плоцкая диадема, XIII век.

Местность нынешнего Плоцка издавна была населена языческими народами. В X веке на высоком берегу Вислы появилось укрепление. Это место находилось на стыке речных и сухопутных маршрутов и было стратегически важным на протяжении веков. В 1009 году здесь был основан бенедиктинский монастырь, ставший центром науки и искусства в этом регионе.
Во время правления первых монархов из династии Пястов, ещё до христианизации Польши, Плоцк служил одной из резиденцией польских монархов, включая князя Мешко I и короля Болеслава I Храброго. Последний воздвиг новые укрепления на Соборном холме (пол. Wzgórze Tumskie), возвышающемся над рекой Вислой. С 1037 по 1047 год Плоцк был столицей независимого Мазовецкого государства Моислава. Город служил резиденцией для многих мазовецких князей. В 1075 году здесь была создана католическая епархия. С 1079 по 1138 год, во время правления польских королей Владислава I Германа и Болеслава III Кривоустого, Плоцк был столицей Польши, а затем получил свой титул Столичного княжеского города Плоцка (пол. Stołeczne Książęce Miasto Płock). В результате раздробления Польши на более мелкие княжества с 1138 года город служил столицей Мазовецкого княжества, а затем и Плоцкого княжества. В 1180 году появилась ныне известная как Средняя школа маршала Станислава Малаховского (Малаховянка), старейшая из ныне существующих школ в Польше и одна из старейших в Центральной Европе. Среди её выдающихся выпускников значится учёный и юрист Павел Влодковиц, предшественник идей религиозной свободы в Европе, который учился там в конце XIV века.

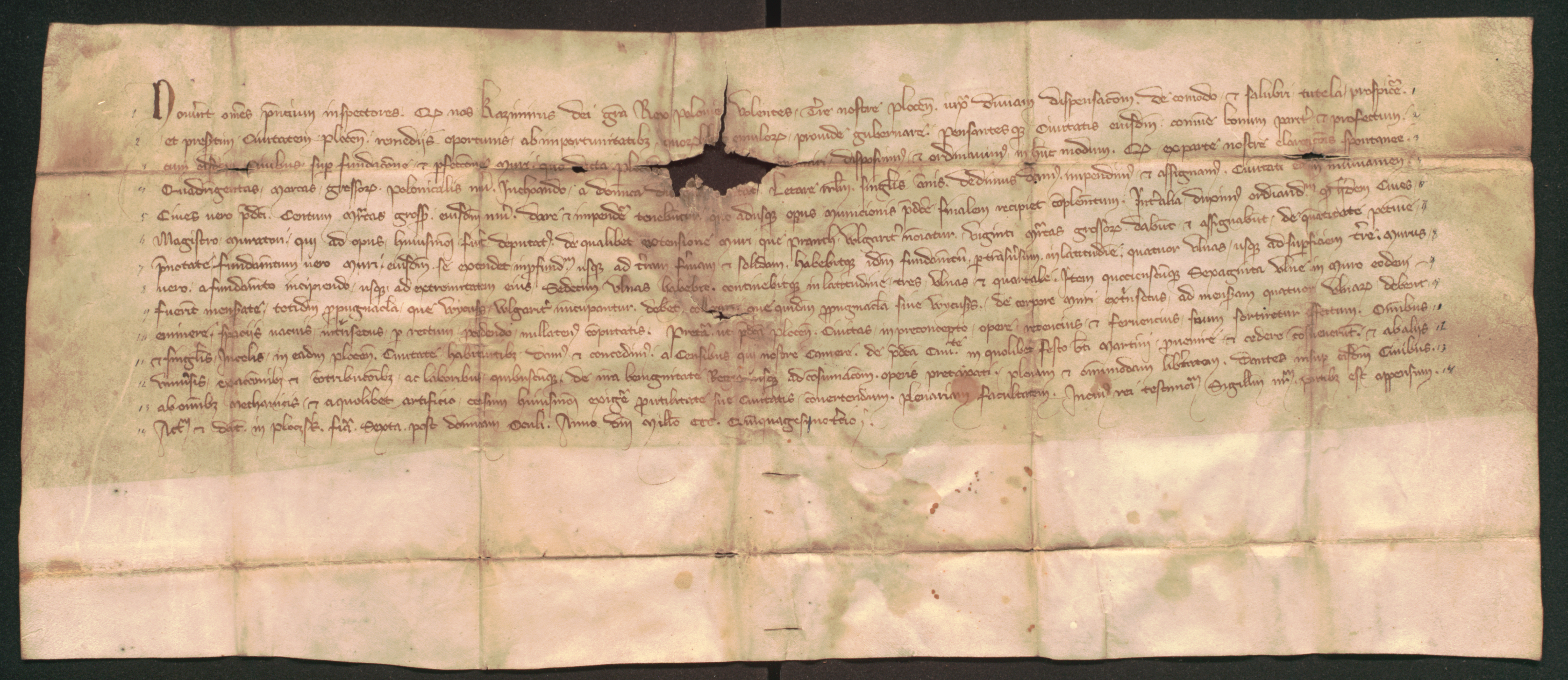
Указ короля Казимира III от 1353 года о создании фонда для строительства защитных стен Плоцка

В 1237 году Плоцк был официально наделён городскими правами, дополненными в 1255 году. В XIV веке король Казимир III Великий наделил его огромными привилеями. Первые еврейские поселенцы прибыли в город в XIV веке, откликнувшись на расширение своих прав польскими королями. В 1495 году Плоцкое княжество было объединено непосредственно с Польской короной в качестве возвращённого феода.

### Новое время

Герб Плоцка

В раннее новое время Плоцк имел статус королевского города Польши и был столицей Плоцкого воеводства в составе более крупной Великопольской провинции Польской короны. XVI век был золотым временем города, по завершении которого он понёс большие потери в населении из-за чумы, пожаров и боевых действий, а также войн между Швецией и Польшей в конце XVII и начале XVIII веков. В то время шведы разрушили большую часть города, но его жители впоследствии восстановили его. В конце XVIII века были снесены старые городские стены и образован новый город с многочисленными немецкими мигрантами.

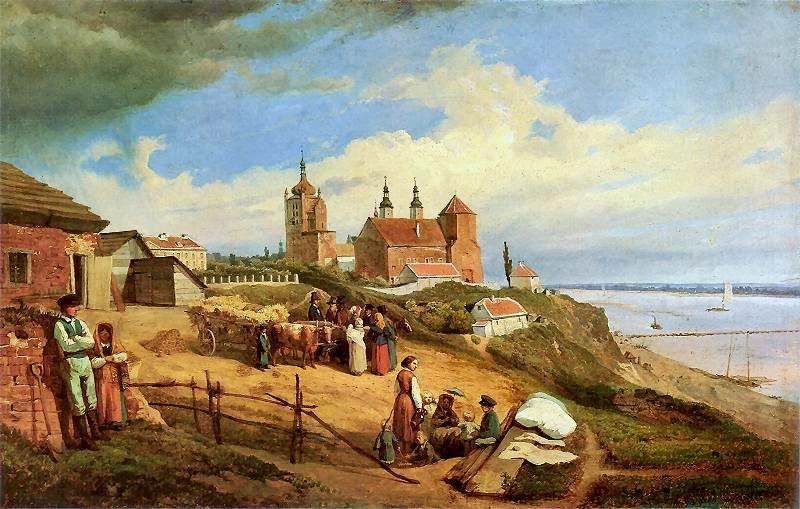
Войцех Герсон. Вид Плоцка, 1852 год.

Во время второго раздела Речи Посполитой в 1793 году город был аннексирован Пруссией. С 1807 года он входил в состав просуществовавшего недолго польского Варшавского герцогства, а в 1815 году вошёл в состав Царства Польского, впоследствии полностью аннексированного Российской империей. В 1831 году в плоцкой ратуше состоялось последнее собрание сейма Царства Польского. Плоцк оставался резиденцией провинциального правительства и активным торговым центром; его экономика была тесно связана с крупной торговлей зерном. В начале XIX века был принят новый план города, поскольку новые жители продолжали прибывать в город. Многие из самых выдающихся зданий города в неоклассическом стиле были построены в этот период. В 1820 году было основано Плоцкое научное общество, а в конце XIX века в городе начала активно проводиться индустриализация. В 1863 году местные поляки участвовали в Январском восстании против России. Зыгмунт Падлевский, лидер восстания в районе Плоцка, был казнён русскими в Плоцке в мае 1863 года. В 1905 году в Плоцке прошли крупные демонстрации польской молодёжи и рабочих.
Во время Первой мировой войны Плоцк был оккупирован немецкими войсками с 1915 по 1918 год, а в 1918 году Польша вновь обрела независимость. Плоцк вошёл в её состав. В 1920 году город прославился своей героической обороной от советских войск во время Польско-советской войны.

### Вторая мировая война

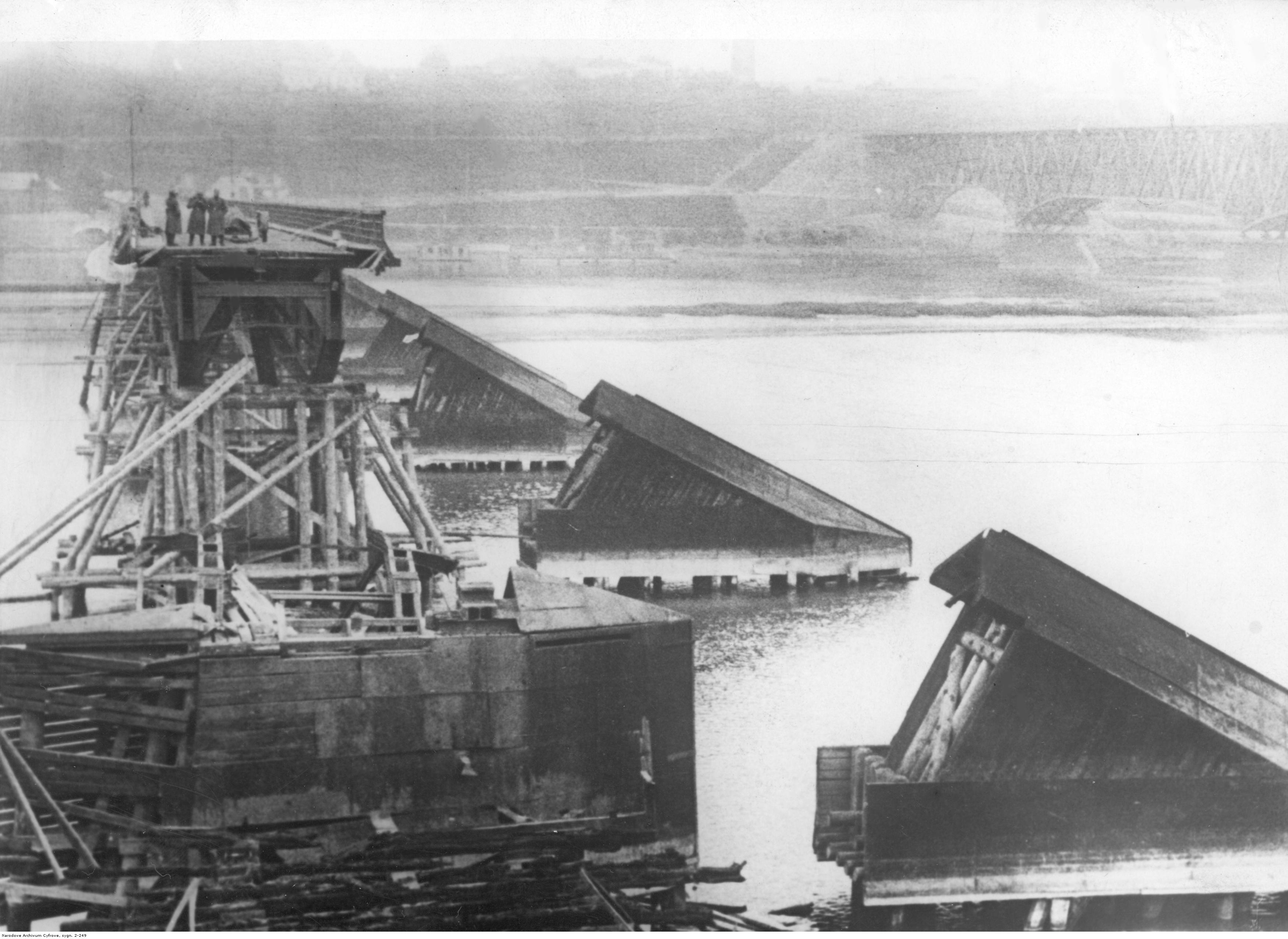
Разрушенный мост в Плоцке во время вторжения немецких войск в сентябре 1939 года

Германия вторглась в Польшу в сентябре 1939 года и, среди прочего, включила Плоцк в состав Третьего Рейха как часть административного округа Цихенау. Немцы переименовали город в Шрёттерсбург в 1941 году в честь бывшего прусского барона Священной Римской империи Фридриха Леопольда фон Шрёттера.
В рамках политики Intelligenzaktion немцы провели массовые аресты поляков, которые затем были заключены в местную тюрьму, и около 200 из них были казнены в ходе массовых убийствах в Лонцке между октябрём 1939 и февралём 1940 года. Среди жертв были польские учителя, активисты, владельцы магазинов, нотариусы, местные чиновники, фармацевты, директора и члены Польской военной организации. Следующие массовые аресты около 2000 поляков из Плоцка и его окрестностей были проведены в апреле 1940 года и в июне 1940 года, ещё 200 поляков из различных населённых пунктов региона Плоцка были заключены в местную тюрьму. Некоторые заключённые были затем депортированы и убиты в концентрационном лагере Зольдау. Некоторые учителя из Плоцка были также среди польских учителей, убитых в концентрационном лагере Маутхаузен. В 1940 году немцы убили 80 пожилых людей и инвалидов из Плоцка в соседней деревне Брвильно. Архиепископ Плоцкий Антоний Юлиан Новейский и монах Леон Ветманьский были заключены в тюрьму в соседней деревне Слупно, а затем в 1941 году также убиты в концентрационном лагере Зольдау, где также погибли многие другие местные священники. Нововежский и Ветманьский в настоящее время признаны Католической церковью двумя из 108 блаженных польских мучеников Второй мировой войны. Поляки также подвергались высылкам, 1300 поляков из Плоцка были высланы в ноябре и декабре 1939 года, а более 4000 — в феврале и марте 1941 года. Нацистская Германия также депортировала людей на принудительные работы на немецкие заводы, жестоко обращаясь с ними.
В то же время нацисты жестоко преследовали и еврейское население Плоцка. Они призывали их на принудительные работы и создали еврейское гетто в Плоцке в 1940 году. В этом гетто в каждой комнате жило до десяти человек. Медикаментов было недостаточно, что способствовало распространению болезней. Немцы убили много евреев в Плоцке, но большинство из них были депортированы в другие районы, а затем убиты в Треблинке. К концу войны, как было известно, выжили только 300 еврейских жителей, из более чем 10 000 в регионе Плоцка. Некоторые поляки в Плоцке пытались помочь своим еврейским соседям тайком доставляя им еду.
Немцы закрыли польские учреждения и польскую прессу в Плоцке, разграбили или уничтожили многочисленные польские памятники культуры, коллекции произведений искусства и архивы, в том числе богатую коллекцию Плоцкого научного общества. Собрания местных музеев, старинная сокровищница собора, церковные архивы и епархиальная библиотека были похищены и вывезены в музеи Кёнигсберга, Вроцлава и Берлина. Местная семинария была превращена немцами в казармы СС.
Несмотря на все эти обстоятельства, город оставался центром польского подпольного движения сопротивления. В сентябре 1942 года немцы публично повесили 13 членов польского сопротивления в Старом городе. В январе 1945 года отступающие немцы сожгли заживо 79 поляков.

## Демография
Количество жителей за историю города:
Наибольшее количество жителей было в 1998 г. — данные Главного управления статистики GUS 131 011 жителей.
Пирамида возрастных и гендерных групп на 2014 год.

## Достопримечательности
- Плоцкий собор (1130—1144)
- Храм Милосердия и Милости (начало XX века) — главное здание мариавитов в Польше.
- Мост Солидарности — длиннейший вантовый мост страны.

## Спорт

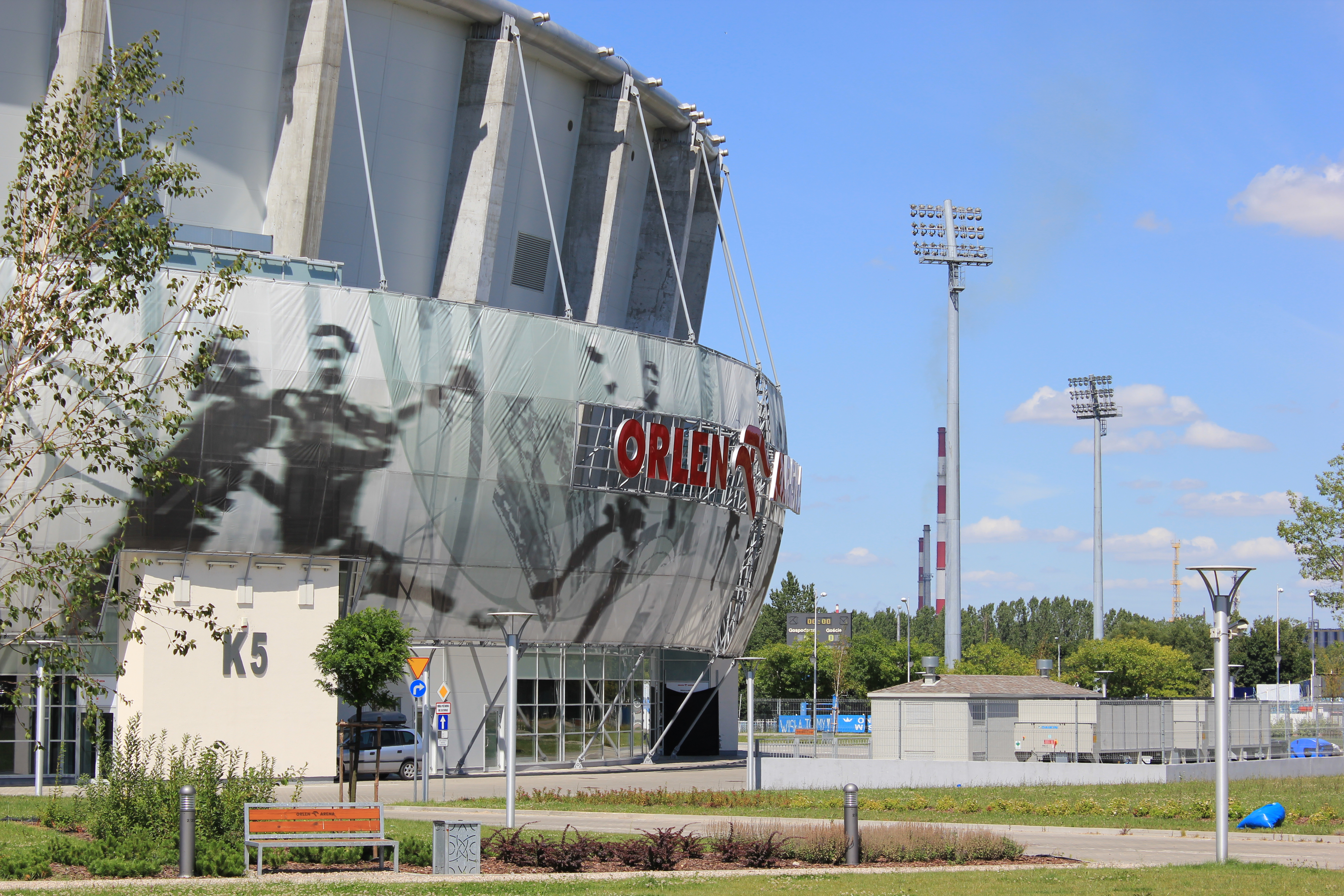
Орлен Арена, домашняя площадка гандбольного клуба «Висла» из Плоцка

Сильнейшим спортивным клубом Плоцка является гандбольная команда «Висла», многократный чемпион Польши и обладатель кубка страны. Футбольная «Висла» выступает в главной лиге страны, в 2006 году выиграв Кубок и Суперкубок Польши.

## Награды
- Серебряный крест ордена «Virtuti militari» (1921)[23]
- Крест Храбрых (10 апреля 1921)[24]
- Орден «Знамя Труда» 1-й степени (26 июня 1966)
- Орден «Крест Грюнвальда» 2-й степени (8 мая 1979)
- Орден «Крест Грюнвальда» 3-й степени (7 мая 1986)[25]

## Города-побратимы
- Бельцы (2000)
- Дармштадт (1988)
- Житомир (2013)
- Лозница (1972)
- Мажейкяй (1994)
- Мытищи (2006)
- Новополоцк (29 мая 1996 — август 2005)
- Осер (2000)
- Плевен (2011)
- Рустави (2016)
- Таррок (2004)
- Форли (1988)
- Форт-Уэйн (1990)
- Хуайань (2010)[26]